# Stenocopia limicola
Stenocopia limicola är en kräftdjursart som beskrevs av Willey 1935. Stenocopia limicola ingår i släktet Stenocopia och familjen Ameiridae. Inga underarter finns listade i Catalogue of Life.